# Hans Fahrni
Hans Fahrni (Praga, 1º ottobre 1874 – Ostermundigen, 28 maggio 1939) è stato uno scacchista svizzero.

## Principali risultati
- 1892:   1º nel Campionato svizzero di Basilea
- 1904:    1º a Coburg (DSB-Congress, torneo B)
- 1905:   2º-3º ad Amburgo con Hugo Süchting, dietro a Paul Leonhardt; 4º-6º a Barmen[1]
- 1909:   1º nel torneo quadrangolare di Monaco, davanti a Tartakower, Alapin e Spielmann
- 1911:   1º nel torneo di San Remo (il primo torneo internazionale organizzato in Italia)
- 1916:   4º-5º a Triberg (vinse Ilya Rabinovich)

Il 29 giugno 1911 a Monaco di Baviera tenne una simultanea su 100 scacchiere, con il risultato di (+55 –6 =39).
Nel 1922 fu il primo a scrivere una monografia sull'apertura 1. e4 Cf6, chiamandola difesa Alekhine.
Scrisse alcuni libri di scacchi in tedesco, tra cui:
- Das Endspiel im Schach: lehrreiche Beispiele, Lipsia 1917
- Die Aljechin-Verteidigung, eine schachtheoretische Analyse, Berlino 1922
- Het eindspel: Handleiding voor Schakers (con J.W. Keemink Jr.), Berlino 1922